# 披针新月蕨
披针新月蕨（学名：Menisciopsis penangiana）为金星蕨科红新月蕨属下的一个种。
原属新月蕨属，2021年划分到红新月蕨属。